# Jit (film)
Jit è un film di Michael Raeburn del 1990.

## Trama
Un ragazzo di nome U.K. - chiamato così perché è un tipo che andrà lontano - ha lasciato il villaggio per andare in città, dove abita suo fratello musicista. Qui finisce per dimenticarsi dei suoi genitori, cui ha promesso degli aiuti, e per avere anche qualche problema col suo spirito protettore (una specie di angelo custode che si manifesta sotto le spoglie di una vecchia).
U.K. nel frattempo s'innamora di Sofi, che lo ha soccorso dopo un incidente d'auto. Il padre della ragazza accetta che i due giovani si sposino, ma U.K. dovrà prima versare la tradizionale dote, che va di giorno in giorno accrescendosi.

## Musica
Il titolo del film si riferisce ad un genere di musica dello Zimbabwe, il "jit jive", che deriva dalle parole Shona  "jiti" e "jikiti" che significano ballare in cerchio. 
Nel film si può apprezzare la musica e le performance di Robson Banda, John Chibadura, Bhundu Boys e Oliver Mtukudzi.

## Critica
Jit è stato paragonato, per la qualità della musica a The Harder They Come di Perry Henzell e per la descrizione della vita delle township africane a Fa' la cosa giusta di Spike Lee.

## Riconoscimenti
- New Directors Award New York 1993
- Best Cinematography Award, Fespaco
- Miglior Attore (Dominic Makuvachuma) Festival di Amiens